# Wagner Moura
Pour l’article homonyme, voir  Moura.
Wagner Moura est un acteur, réalisateur et scénariste brésilien, né le 27 juin 1976 à Salvador (Bahia).
Il se fait connaître, au Brésil, grâce à ses rôles dans les films tels que Zico dans Carandiru (2003), le capitaine Roberto Nascimento dans Troupe d'élite (2007) et sa suite Troupe d'élite 2 (2010), ainsi que ceux des séries télévisées tels qu'Olavo Novaes dans la telenovela Paraíso Tropical (2007). Son interprétation de Pablo Escobar dans Narcos (2015) lui vaut une nomination au Golden Globe du meilleur acteur dans une série télévisée dramatique. Il est désormais reconnu à l'étranger grâce à sa participation au film américain Elysium (2013).
Lors du Festival de Cannes 2025, il remporte le prix d'interprétation masculine pour son rôle dans le film L'Agent Secret de Kleber Mendonça Filho.

## Biographie
Wagner Maniçoba Moura naît le 27 juin 1976 à Salvador, dans l'État de Bahia.
À 15 ans, il commence les cours de théâtre, cours auxquels il continue d'assister pendant ses études de journalisme. Une fois diplômé, il intègre la rédaction d'un journal, puis décide de devenir comédien.
Il débute au théâtre à Salvador, avant de décrocher un petit rôle, en 2001, dans Avril brisé de Walter Salles. Il enchaîne ensuite les tournages dans son pays natal, devenant rapidement une valeur sûre du cinéma brésilien. Il rejoint ainsi le casting du remarqué Carandiru qui retrace les évènements du massacre ayant eu lieu dans la prison de Sao Paulo en 1992. Il joue aussi dans O Caminho das Nuvens (pt) de Vicente Amorim et en 2005, il incarne un marin pris dans un complexe triangle amoureux dans le long métrage Cidade Baixa multi-récompensé de Sergio Machado.
En 2007, une année importante pour la carrière de l'acteur, sa participation à la telenovela Paraíso Tropical fait de lui une véritable star au Brésil. Il brille également au théâtre dans une nouvelle adaptation de Macbeth de Shakespeare. Mais c’est son rôle de flic chevronné et déterminé dans Troupe d'élite du réalisateur José Padilha qui le fait connaître à l’étranger. Cette plongée dans l’univers corrompu des favelas devient rapidement numéro 1 du box-office brésilien et remporte l’Ours d'or à la Berlinale 2008. Il retrouve le réalisateur José Padilha, deux ans plus tard, pour tourner la suite du film, Troupe d'élite 2, qui rencontre le même succès.

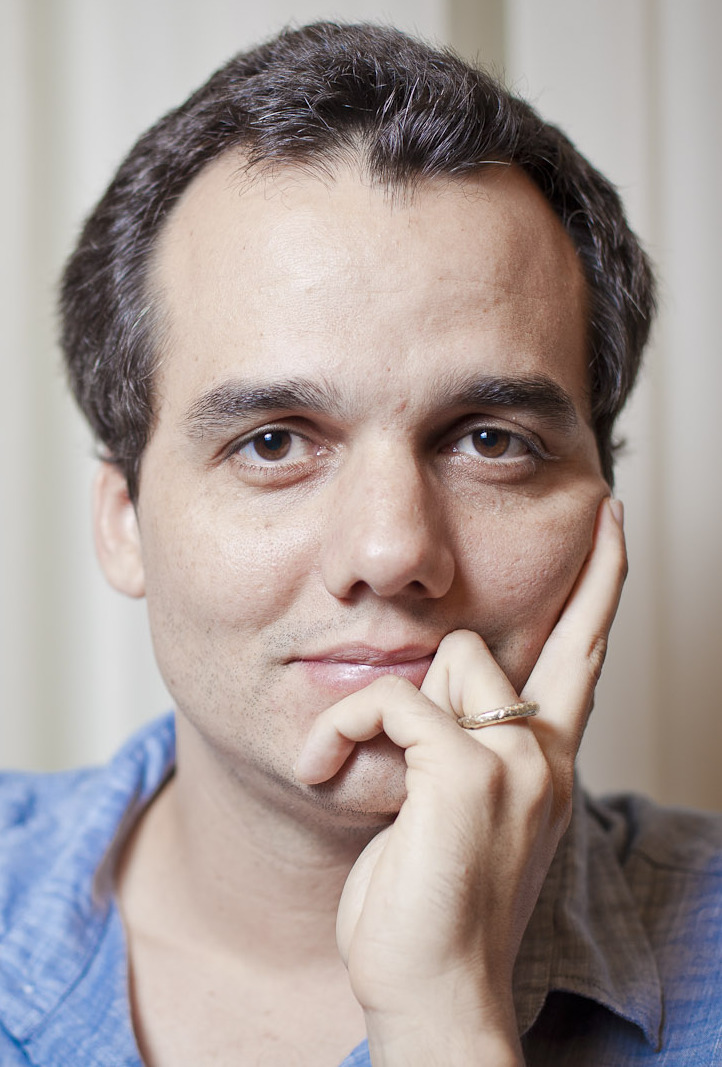
Wagner Moura en 2013.

En 2012, le comédien change de registre avec le drame A Cadeira do pai et le blockbuster américain Elysium de Neill Blomkamp, dans lequel il interprète le personnage de Spider aux côtés de Matt Damon et Jodie Foster.
En 2015, il incarne le célèbre baron de la drogue colombien Pablo Escobar dans la série Narcos, produite par Netflix, pour laquelle il est nommé à la cérémonie des Golden Globes, en 2016, au titre de meilleur acteur principal dans une série dramatique.
En juillet 2018, il se joint à Ana de Armas, Garret Dillahunt, Brían F. O'Byrne, Will Dalton et Clemens Schick pour le film biographique Sergio de Craig Borten, dans lequel il incarne Sérgio Vieira de Mello (1948-2003), fonctionnaire international brésilien des Nations unies
En 2019, il présente son premier long métrage biographique Marighella, en tant que co-scénariste, producteur et réalisateur, à la Berlinale. Ce film trace la vie du militant communiste brésilien Carlos Marighella, opposant à la dictature militaire brésilienne, et assassiné en 1969 par la police
En janvier 2022, il se joint au réalisateur Alex Garland pour le film de science-fiction dystopique Civil War (2024), aux côtés de Kirsten Dunst, Stephen McKinley Henderson et Cailee Spaeny dans les rôles principaux
En 2025, il tient le rôle principal du film L'Agent Secret de Kleber Mendonça Filho, un thriller politique se déroulant dans les années 70 dans la ville de Recife au Brésil. Présenté en compétition officielle au Festival de Cannes 2025, Wagner Moura remporte le prix d'interprétation masculine. Le film reçoit également le prix de la mise en scène.

## Filmographie

### Acteur

#### Longs métrages
- 2000 : Amour, Piments et Bossa nova (Woman on Top) de Fina Torres : Rafi
- 2001 : Avril brisé (Abril Despedaçado) de Walter Salles : Matheus
- 2003 : Deus É Brasileiro de Carlos Diegues : Taoca
- 2003 : O Homem do Ano de José Henrique Fonseca : Suel
- 2003 : Carandiru de Hector Babenco : Zico
- 2003 : Marchand sur les nuages (pt) de Vicente Amorim : Romão
- 2005 : Bahia, ville basse (Cidade Baixa) de Sérgio Machado : Naldinho
- 2007 : Troupe d'élite (Tropa de Elite) de José Padilha : le capitaine Roberto Nascimento
- 2007 : Saneamento Básico, o Filme (pt) de Jorge Furtado : Joaquim
- 2007 : Ó Paí, Ó (pt) de Monique Gardenberg : Boca
- 2008 : Romance (pt) de Guel Arraes : Pedro
- 2010 : Troupe d'élite 2 (Tropa de Elite 2) de José Padilha : Lieutenant Colonel Roberto Nascimento
- 2010 : VIPs (pt) de Toniko Melo : Marcelo Nascimento
- 2011 : The Man from the Future (O Homem do Futuro) de Claudio Torres : João
- 2013 : Le Chemin (pt) (A Busca) de Luciano Moura : Theo Gadelha
- 2013 : Elysium de Neill Blomkamp : Spider
- 2014 : Praia do Futuro de Karim Aïnouz : Donato
- 2014 : Favelas (Trash) de Stephen Daldry : José Angelo
- 2014 : Rio, I Love You (Rio, Eu Te Amo) de José Padilha : Gui (segment « Inútil Paisagem »)
- 2019 : Cuban Network d'Olivier Assayas : Juan Pablo Roque
- 2020 : Sergio de Greg Barker :  Sérgio Vieira de Mello
- 2022 : The Gray Man d'Anthony et Joe Russo : Laszlo Sosa
- 2022 : Le Chat potté 2 : La Dernière Quête de Joel Crawford et Januel P. Mercado : Le Grand Méchant Loup / La Mort (voix)
- 2024 : Civil War d'Alex Garland : Joel
- 2025 : L'Agent secret (O Agente secreto) de Kleber Mendonça Filho : Marcelo

#### Courts métrages
- 1999 : Rádio Gogó de José Araripe Jr
- 2008 : Blackout (pt) de Daniel Rezende : Marcelo

#### Séries télévisées
- 2007 : Paraíso Tropical : Olavo Novaes (167 épisodes)
- 2013 : A Menina sem Qualities : le père d'Alex (épisode : 30 de maio)
- 2015-2016 : Narcos de José Padilha : Pablo Escobar (nombre|20|épisodes)
- 2018 : Narcos: Mexico : Pablo Escobar (saison 1, épisode 5 : La Colombian Connection (The Colombian Connection))
- 2022 : Shining Girls : Dan Velazquez (8 épisodes)
- 2024 : Mr. et Mrs. Smith ('Mr. & Mrs. Smith) : John (2 épisodes)
- 2025 : Dope Thief (mini-série) : Manny Carvalho

### Réalisateur

#### Long métrage
- 2019 : Marighella

#### Série télévisée
- 2021 : Narcos: Mexico (2 saisons)

## Distinctions
- Festival de Cannes 2025 : Prix d'interprétation masculine pour L'Agent secret